# Okrągła (województwo świętokrzyskie)
Okrągła – wieś w Polsce położona w województwie świętokrzyskim, w powiecie staszowskim, w gminie Połaniec.
W latach 1975–1998 miejscowość administracyjnie należała do województwa tarnobrzeskiego.
W latach 1867–1954 w granicach administracyjnych gminy Tursko (natenczas dzieliła się na: wieś, osadę i leśniczówkę); a w granicach obecnej gminy Połaniec dopiero od 1 stycznia 1973 roku po reaktywacji gmin w miejsce gromad.

## Historia
Wieś wymieniana w Słowniku geograficznym Królestwa Polskiego i innych krajów słowiańskich pod koniec XIX wieku.

OKRĄGŁA, wieś i osada, powiat sandomierski, gmina Tursko, parafia Połaniec, odległość od Sandomierza 37 wiorst. Wieś ma 21 domów, 121 mieszkańców, ziemi 329 mórg (ogółem); osada 1 dom, 3 morgi.

Bronisław Chlebowski, Słownik geograficzny Królestwa Polskiego...], t. VII.

Okrągła w 1867 roku wchodził w skład gminy Tursko, z urzędem gminy w Strużkach. Sądem okręgowym dla gminy był IV Sąd Okręgowy w Staszowie (tam też była stacya pocztowa). Gmina miała 8 781 mórg rozległości ogółem (w tym 5 083 mórg włościańskich) i 4 613 mieszkańców (w tym 1,4 proc. pochodzenia żydowskiego, tj. 63 żydów).
W 1895 roku ówczesna parafia Połaniec należała do ówczesnego dekanatu sandomierskiego i liczyła wówczas 5 514 dusz.

## Demografia
Współczesna struktura demograficzna wioski Okrągła na podstawie danych z lat 1995-2009 według roczników GUS, z prezentacją danych z 2002 roku:

| WYSZCZEGÓLNIENIE | WYSZCZEGÓLNIENIE | WYSZCZEGÓLNIENIE | WYSZCZEGÓLNIENIE | WYSZCZEGÓLNIENIE | J. m.       | POPULACJA MIESZKAŃCÓW (w przedziałach wiekowych w 2002 roku) | POPULACJA MIESZKAŃCÓW (w przedziałach wiekowych w 2002 roku) | POPULACJA MIESZKAŃCÓW (w przedziałach wiekowych w 2002 roku) | POPULACJA MIESZKAŃCÓW (w przedziałach wiekowych w 2002 roku) | POPULACJA MIESZKAŃCÓW (w przedziałach wiekowych w 2002 roku) | POPULACJA MIESZKAŃCÓW (w przedziałach wiekowych w 2002 roku) | POPULACJA MIESZKAŃCÓW (w przedziałach wiekowych w 2002 roku) | POPULACJA MIESZKAŃCÓW (w przedziałach wiekowych w 2002 roku) | POPULACJA MIESZKAŃCÓW (w przedziałach wiekowych w 2002 roku) | POPULACJA MIESZKAŃCÓW (w przedziałach wiekowych w 2002 roku) |
| WYSZCZEGÓLNIENIE | WYSZCZEGÓLNIENIE | WYSZCZEGÓLNIENIE | WYSZCZEGÓLNIENIE | WYSZCZEGÓLNIENIE | J. m.       | OGÓŁEM                                                       | 0-9                                                          | 10-19                                                        | 20-29                                                        | 30-39                                                        | 40-49                                                        | 50-59                                                        | 60-69                                                        | 70-79                                                        | 80+                                                          |
| ---------------- | ---------------- | ---------------- | ---------------- | ---------------- | ----------- | ------------------------------------------------------------ | ------------------------------------------------------------ | ------------------------------------------------------------ | ------------------------------------------------------------ | ------------------------------------------------------------ | ------------------------------------------------------------ | ------------------------------------------------------------ | ------------------------------------------------------------ | ------------------------------------------------------------ | ------------------------------------------------------------ |
| I.               | OGÓŁEM           | OGÓŁEM           | OGÓŁEM           | OGÓŁEM           | os.         | 147                                                          | 18                                                           | 22                                                           | 18                                                           | 24                                                           | 12                                                           | 22                                                           | 14                                                           | 13                                                           | 4                                                            |
| I.               | –                | odsetek          | odsetek          | odsetek          | %           | 100                                                          | 12,3                                                         | 14,8                                                         | 12,3                                                         | 16,3                                                         | 8,2                                                          | 15                                                           | 9,6                                                          | 8,8                                                          | 2,7                                                          |
| I.               | 1.               | WEDŁUG PŁCI      | WEDŁUG PŁCI      | WEDŁUG PŁCI      | WEDŁUG PŁCI | WEDŁUG PŁCI                                                  | WEDŁUG PŁCI                                                  | WEDŁUG PŁCI                                                  | WEDŁUG PŁCI                                                  | WEDŁUG PŁCI                                                  | WEDŁUG PŁCI                                                  | WEDŁUG PŁCI                                                  | WEDŁUG PŁCI                                                  | WEDŁUG PŁCI                                                  | WEDŁUG PŁCI                                                  |
| I.               | 1.               | A.               | Mężczyzn         | Mężczyzn         | os.         | 76                                                           | 12                                                           | 14                                                           | 6                                                            | 13                                                           | 8                                                            | 8                                                            | 8                                                            | 4                                                            | 3                                                            |
| I.               | 1.               | A.               | –                | odsetek          | %           | 51,7                                                         | 8,2                                                          | 9,4                                                          | 4,1                                                          | 8,8                                                          | 5,5                                                          | 5,5                                                          | 5,5                                                          | 2,7                                                          | 2                                                            |
| I.               | 1.               | B.               | Kobiet           | Kobiet           | os.         | 71                                                           | 6                                                            | 8                                                            | 12                                                           | 11                                                           | 4                                                            | 14                                                           | 6                                                            | 9                                                            | 1                                                            |
| I.               | 1.               | B.               | –                | odsetek          | %           | 48,3                                                         | 4,1                                                          | 5,4                                                          | 8,2                                                          | 7,5                                                          | 2,7                                                          | 9,5                                                          | 4,1                                                          | 6,1                                                          | 0,7                                                          |

Rysunek 1.1 Piramida populacji – struktura płci i wieku wioski
| I. | OGÓŁEM | OGÓŁEM  | OGÓŁEM            | OGÓŁEM            | OGÓŁEM            | os.     | 147     | 76      | 71      |         |         |         |         |         |         |         |         |         |         |         |
| I. | –      | odsetek | odsetek           | odsetek           | odsetek           | %       | 100     | 51,7    | 48,3    |         |         |         |         |         |         |         |         |         |         |         |
| I. | 1.     | W WIEKU | W WIEKU           | W WIEKU           | W WIEKU           | W WIEKU | W WIEKU | W WIEKU | W WIEKU | W WIEKU | W WIEKU | W WIEKU | W WIEKU | W WIEKU | W WIEKU | W WIEKU | W WIEKU | W WIEKU | W WIEKU | W WIEKU |
| I. | 1.     | A.      | Przedprodukcyjnym | Przedprodukcyjnym | Przedprodukcyjnym | os.     | 36      | 24      | 12      |         |         |         |         |         |         |         |         |         |         |         |
| I. | 1.     | A.      | –                 | odsetek           | odsetek           | %       | 24,5    | 16,3    | 8,2     |         |         |         |         |         |         |         |         |         |         |         |
| I. | 1.     | B.      | Produkcyjnym      | Produkcyjnym      | Produkcyjnym      | os.     | 83      | 40      | 43      |         |         |         |         |         |         |         |         |         |         |         |
| I. | 1.     | B.      | –                 | odsetek           | odsetek           | %       | 56,5    | 27,2    | 29,3    |         |         |         |         |         |         |         |         |         |         |         |
| I. | 1.     | B.      | a.                | mobilnym          | mobilnym          | os.     | 51      | 25      | 26      |         |         |         |         |         |         |         |         |         |         |         |
| I. | 1.     | B.      | a.                | –                 | odsetek           | %       | 34,7    | 17      | 17,7    |         |         |         |         |         |         |         |         |         |         |         |
| I. | 1.     | B.      | b.                | niemobilnym       | niemobilnym       | os.     | 32      | 15      | 17      |         |         |         |         |         |         |         |         |         |         |         |
| I. | 1.     | B.      | b.                | –                 | odsetek           | %       | 21,8    | 10,2    | 11,6    |         |         |         |         |         |         |         |         |         |         |         |
| I. | 1.     | C.      | Poprodukcyjnym    | Poprodukcyjnym    | Poprodukcyjnym    | os.     | 28      | 12      | 16      |         |         |         |         |         |         |         |         |         |         |         |
| I. | 1.     | C.      | –                 | odsetek           | odsetek           | %       | 19      | 8,2     | 10,8    |         |         |         |         |         |         |         |         |         |         |         |

## Dawne części wsi – obiekty fizjograficzne
W latach 70. XX wieku przyporządkowano i opracowano spis lokalnych części integralnych dla Okrągłej zawarty w tabeli 1.

| Nazwa wsi – miasta  | Nazwy części wsi – miasta    | Nazwy obiektów fizjograficznych – charakter obiektu |
| ------------------- | ---------------------------- | --- |
| I. Gromada POŁANIEC |                              | |
| 1. Okrągła          | 1. Okrągła-Gajówka 2. Piaski | 1. Chłopski Las — las 2. Choinki — pole, las 3. Górki — pole 4. Kalugi — pole, łąka, mokradła 5. Kardasiowa Góra — pole, ogrody 6. Ługi — pole 7. Pasterniki — pole 8. Piaski — pole 9. Pod Osieckim Gościńcem — pole 10. Przymiarki — pole, łąki 11. Smarkatka — część drogi 12. Wądoły — pole, łąka |